# École de Boston
L' École de Boston (désignée aux États-Unis sous les termes de « Second New England School », «Boston Classicists » ou « New England Académicians ») est un groupe de compositeurs américains de la fin du XIXe et du début du XXe siècle de la Nouvelle-Angleterre, aux États-Unis, qui se sont regroupés autour de la ville de Boston, Massachusetts, à l'origine d'un important centre musical aux États-Unis. L'École de Boston est considérée par les musicologues comme cruciale dans le développement d'un langage classique américain encore sous influence esthétique européenne, et d'avoir permis aux compositeurs d'atteindre un prestige et une reconnaissance qui favorisa l'essor de la musique classique aux États-Unis.
John Knowles Paine, qui fut le premier professeur de musique de l'Université Harvard, est considéré officieusement comme le chef de ce groupe, de par son ancienneté et son expérience sur la plupart de ses homologues dont certains furent ses élèves.
L'École de Boston n'a pas fonctionné comme une véritable organisation. Étant donné que les musiciens ne se considéraient pas comme membres d'un groupe, sa constitution par les musicologues est déduite des liens esthétiques et philosophiques entre différents compositeurs de la Nouvelle Angleterre ainsi que de leurs affiliation. The Cambridge History of American Music, par exemple, liste des compositeurs  et les institutions d'enseignements qui ont été associés à cette école. La liste comprend John Knowles Paine (1839-1906), Henry F. Gilbert (1868-1928), Arthur Foote (1853-1937), George Chadwick (1854-1931), et Amy Beach (1867-1944). D'autres sources comprennent  George Whiting (1861-1944), Horatio Parker (1863-1919) Daniel Gregory Mason (1873-1953), natif de New York Edward MacDowell (1861-1908), est parfois associé au groupe pour avoir séjourné à Boston entre 1888 et 1896.  
Pendant les années de domination de l'École de Boston, l'enseignement de la musique américaine est encore à ses balbutiements. Les membres de l'École de Boston ont souvent appris la théorie musicale et la composition en Europe (Chadwick et Parker ont séjourné en Allemagne) ou de musiciens européens qui ont émigré aux États-Unis. En conséquence, une grande partie de la musique classique américaine composée à l'époque reflète des influences classiques et romantiques européennes d'origine germanique.